# Saltangará
Saltangará este un oraș din Insulele Faroe.